# Otto Rudolf Haas
Pour les articles homonymes, voir Haas.
Otto Rudolf Haas (né le 13 décembre 1878 à Cologne, mort le 23 janvier 1956 à Sinn) est un industriel allemand.

## Biographie
Fils du fabricant Hermann Albert Haas, il suit sa scolarité à Cologne. Il étudie le droit dans les universités de Tübingen, Berlin et Bonn. Il devient fonctionnaire et obtient un doctorat en 1908. En 1916, il quitte la fonction publique et intègre l'entreprise familiale, Kommanditgesellschaft W. Ernst Haas & Sohn, Neuhoffnungshütte, à titre d'associé. L'entreprise comprend une exploitation minière et une fonderie pratiquant le puddlage et le laminage, fabriquant des poêles et des cuisinières, des fers à cheval, du fil métallique, des clous, de la tôle et de la dinanderie. Haas est membre de la chambre de commerce et d'industrie de Dillenburg.
Il habite la propriété familiale, la Villa Haas à Sinn pendant trente ans. Il en fait d'un côté une maison accueillant les nécessiteux mais conserve un appartement, et de l'autre une école maternelle.
Surnommé Oncle Otto, il passe pour un original et donne lieu à de nombreuses anecdotes.

## Source de la traduction
- (de) Cet article est partiellement ou en totalité issu de l’article de Wikipédia en allemand intitulé « Otto Rudolf Haas » (voir la liste des auteurs).

## Weblinks
- Villa Haas in Sinn